# کامل یسلی
کامل یسلی (انگلیسی: Kamel Yesli؛ زادهٔ ۲۴ آوریل ۱۹۸۹) بازیکن فوتبال اهل الجزایر است.
از باشگاه‌هایی که در آن بازی کرده‌است می‌توان به باشگاه فوتبال پاریس و باشگاه فوتبال القبائل اشاره کرد.